# Flaga Holandii
Flaga Holandii – jeden z symboli państwowych Królestwa Niderlandów.

## Historia
Flaga została przyjęta oficjalnie dekretem królowej Wilhelminy 19 lutego 1937 roku, jednak była w użyciu już od XVI wieku. Kolory niebieski, biały i pomarańczowy były barwami noszonymi przez wojska księcia holenderskiego Wilhelma I Orańskiego hrabiego von Nassau w okresie wojny Holandii o niepodległość. W XVII wieku zamiast koloru pomarańczowego zaczął być używany także czerwony, prawdopodobnie dlatego, że używany barwnik pomarańczowy nie był trwały i z czasem zmieniał barwę na czerwoną. Kwestia ta jednak jeszcze przez dwa stulecia nie była prawnie rozstrzygnięta, aż do dekretu królowej z 1937 roku, który rozstrzygnął kontrowersję na rzecz czerwieni. Reminiscencją dawnego wyglądu flagi holenderskiej była obowiązująca w latach 1928–1994 flaga RPA o barwach pomarańczowo-biało-niebieskich, która miała nawiązywać do bandery statków które przywiozły na Przylądek Dobrej Nadziei holenderskich osadników z XVII wieku. Flaga Holandii jest jedną z najstarszych flag państwowych i narodowych w Europie, jest niewątpliwie jedną z pierwszych, które już w XVII i XVIII wieku były postrzegane jako symbol narodu, a nie tylko jako symbol władcy i jego marynarki wojennej.

## Konstrukcja i wymiary
Proporcje boków wynoszą 2:3.